# نيمانيا مومير رنيتش
نيمانيا مومير رنيتش (بالصربية: Немања Рнић)‏ هو لاعب كرة قدم صربي في مركز الدفاع، ولد في 30 سبتمبر 1984 في بلغراد في صربيا. شارك مع منتخب صربيا تحت 21 سنة لكرة القدم ومنتخب صربيا لكرة القدم ومنتخب صربيا والجبل الأسود لكرة القدم. أما مع النوادي، فقد لعب مع بيرسخوت إيه سي ورويال أندرلخت ونادي بارتيزان ونادي فولفسبيرغر.

## وصلات خارجية
- نيمانيا مومير رنيتش على موقع الاتحاد الأوربي (الإنجليزية)
- نيمانيا مومير رنيتش على موقع اتحاد أوكرانيا (الإنجليزية)
- نيمانيا مومير رنيتش على موقع قاعدة بيانات كرة القدم.إي يو (الإنجليزية)
- نيمانيا مومير رنيتش على موقع ناشيونال فوتبول تيمز (الإنجليزية)
- نيمانيا مومير رنيتش على موقع Soccerway.com (الإنجليزية)
- نيمانيا مومير رنيتش على موقع عالم كرة القدم.نت (الإنجليزية)